# جيتيكس 2014
مؤتمر جيتيكس للتقنية 2014 Gitex technology week المنعقد في دبي بالفترة من 12 أكتوبر إلى 17 أكتوبر 2014 والذي يضم 3700 شركة من 150 دولة ومقر المعرض في مركز دبي المالي

## المحاور
يتاقش المعرض أيضا على هامش المعرض اربيعه محاور هي :
- الحوسبة السحابية
- التقنيات الذكية
- التقنيات المتنقلة
- البيانات الكبيرة

## وصلات خارجية
- موقع المؤتمر على جريدة البيات الإمارات
- جستيكس هدية دبي إلى العالم